# Joaquín Bernadó Bertomeu
Joaquín Bernadó Bertomeu (Santa Coloma de Gramenet, 13 d'agost de 1935 - Madrid, 21 de febrer de 2022) va ser un torero català. A Barcelona va arribar a torejar en 243 ocasions. A Mèxic va ser el torero espanyol que més vegades ha torejat: 155 ocasions.

## Biografia
Va debutar amb cavalls a Ledesma (SA), el 15 de maig de 1953. Es va presentar com a joneguer (novillero) a Las Ventas el 23 de juny de 1955, tallant una orella. Pren l'alternativa a Castelló de la Plana el 4 de març de 1956, amb Antonio Bienvenida de padrí i Julio Aparicio com a testimoni, amb el toro "Carolo" de M. Arranz. La van confirmar a Madrid el 10 de juny de 1956, amb Mario Carrión de padrí i Joselito Horta com a testimoni, amb toros de la ramaderia del Pizarral.
Era un torero de fina elegància i depurat art, amb mestratge, honest i qualitat. Se'l considera com el millor torero català de la història. Va tenir quatre contratemps d'importància (Còrdova-1957; Barcelona-1962 i 1964 i Madrid-1980).
Es va retirar en finalitzar la temporada 1983, concretament el 24 de setembre a la Monumental de Barcelona. Va ser un actiu defensor de la festa nacional a Catalunya i va fer funcions de comentarista en les corregudes televisades de Telemadrid. També va ser professor de l'Escola Taurina de Madrid.
L'any 1964 va casar amb la balladora María Albaicín, filla del torero Rafael Albaicín.